# Heterarmia pallescens
Heterarmia pallescens là một loài bướm đêm trong họ Geometridae.